# Roberto Blandón
Roberto Blandón (Nacido en Xochiltepec, Tuzantan, Chiapas, 8 de marzo de 1961) es un actor de televisión mexicano famoso por su participación en telenovelas en dicho país. Se dio a conocer en 1989 en el papel de Marcelo dentro de la telenovela Mi segunda madre, producida por Juan Osorio. Fue uno de los primeros actores en integrarse a la televisora TV Azteca, después regresó a Televisa.
También se ha destacado por sus actuaciones en teatro.

## Biografía
Roberto Blandón Rodríguez nació en la Ciudad de Huixtla, Chiapas el 8 de marzo de 1961. Estudió arte dramático y teatro en el instituto de actuación de Andrés Soler a mediados de los 80. Debutó en 1989 dentro del elenco de la telenovela Mi segunda madre interpretando a Marcelo, uno de los antagonistas de la historia. En 1990 participó en las telenovelas Cuando llega el amor y Amor de nadie ambas de la productora Carla Estrada, estas producciones le permitieron que su nombre fuera cada vez más conocido dentro del medio.
Para 1994 realizó participaciones en episodios de Mujer, casos de la vida real y un año más tarde en 1995 participa en María la del barrio como José María Cano "El Papacito" uno de los antagonistas de la historia, ese mismo año participa en la telenovela Bajo un mismo rostro interpretando a Alejandro nuevamente uno de los personajes antagónicos, al finalizar esta última se integra a la producción de Para toda la vida, donde por cuarta ocasión interpreta a un antagónico.
En 1996 realizó una participación especial en la telenovela Canción de amor y unos meses más tarde se integró a Mi querida Isabel como Óscar, el villano de la historia, esta será su última telenovela en Televisa en el viejo milenio ya que un año más tarde en 1997 se integra a las filas de TV Azteca en la telenovela La chacala en donde interpretó a David, uno de los personajes centrales.
En 1999 Roberto realiza la telenovela El candidato que protagonizaron Humberto Zurita y Lorena Rojas interpretando a Adrián Cuevas, un rol antagónico. En 2000 vuelve a trabajar con la actriz Lucía Méndez en la telenovela Golpe bajo como Germán Santos, uno de los antagonistas de la historia.
En 2001 nuevamente trabajó con Lorena Rojas en Como en el cine, interpretando a Julio, uno de los enamorados de la protagonista. También en ese mismo año actuó de manera temporal y esporádica en la serie familiar de drama Lo que callamos las mujeres. 
En 2003 retoma su carrera en Televisa con una papel antagónico en la telenovela Mariana de la noche como Iván Lugo, más tarde en 2004 aparece en Mujer de madera.
En 2006 participó en la telenovela juvenil Código postal como uno de los personajes principales. En 2007 realizó nuevamente una telenovela juvenil Muchachitas como tú, donde interpretó a Guillermo, padre de una de las protagonistas de la trama. El mismo año realizó una telenovela cómica-juvenil titulada Al diablo con los guapos con un personaje temporal en la historia como padre de la villana Florencia, interpretada por Ariadne Díaz.
En 2008 graba el episodio piloto de la serie mexicana Mujeres asesinas en el capítulo "Jessica, tóxica" junto a Alejandra Barros y Odiseo Bichir, ese mismo año interpreta a Óscar Cárdenas el villano de la telenovela Un gancho al corazón.
En 2009 trabajó en la producción de Juan Osorio, Mi pecado y en la producción de Rosy Ocampo, Camaleones. 
En 2012 realizó la telenovela Un refugio para el amor donde interpretó un rol antagónico.
En 2013 realiza la telenovela La tempestad, ese mismo realizó una participación especial como antagonista en la telenovela Qué pobres tan ricos. En 2014 realizó una participación especial en la producción El color de la pasión. Su trabajo más reciente fue una actuación estelar en la telenovela Antes muerta que Lichita.

## Vida personal
El actor estuvo casado desde 1990 hasta 2004 con Regina Marrón con quien tuvo tres hijos: Roberto Blandón Jr., Susana Blandón y Regina Blandón.
Es cónyuge de Rebeca Mankita desde 2011.

## Filmografía

### Telenovelas
- Amor en silencio (1988) - Jaime
- Mi segunda madre (1989) - Marcelo
- Cuando llega el amor (1989-1990) - Enrique
- Amor de nadie (1990-1991) - Carlos
- De frente al sol (1992) - Eugenio
- Bajo un mismo rostro (1995) - Alejandro Roldán
- María la del barrio (1995-1996) - José María Cano, "Papacito"
- La antorcha encendida (1996) - Félix Flores Alatorre
- Para toda la vida (1996) - Lorenzo Montalbán
- Canción de amor (1996) - Javier Flores
- Mi querida Isabel (1996-1997) - Óscar Márquez
- La chacala (1997-1998) - David Maraibo
- El candidato (1999-2000) - Adrián Cuevas
- Golpe bajo (2000-2001) - Germán Santos
- Como en el cine (2001-2002) - Julio Escalante
- Por ti (2002) - Omar Montalbán
- Mariana de la noche (2003-2004) - Iván Lugo-Navarro
- Mujer de madera (2004-2005) - Marco Antonio Yáñez
- Sueños y caramelos (2005) - André San Martín
- Código postal (2006-2007) - Raúl González de la Vega
- Muchachitas como tú (2007) - Guillermo Sánchez-Zúñiga
- Al diablo con los guapos (2007-2008) - Domingo Echavarría
- Un gancho al corazón (2008-2009) - Óscar Cárdenas
- Mi pecado (2009) - Paulino Córdoba
- Camaleones (2009-2010) - Javier Saavedra
- Llena de amor (2010-2011) - Ricardo Pacheco
- Un refugio para el amor (2012) - Maximino Torreslanda
- La tempestad (2013) - Armando
- Qué pobres tan ricos (2013-2014) - Adolfo Girón
- El color de la pasión (2014) - Alfredo Suárez
- Antes muerta que Lichita (2015-2016) - Rafael De Toledo y Mondragón
- Simplemente María (2016) - Enrique Montesinos
- Sin rastro de ti (2016) - Ángel Borges
- Mi adorable maldición (2017) - Severo Trujillo
- El vuelo de la victoria (2017) - Santiago Santibáñez y Calzada
- Sin tu mirada (2017-2018) - Dr. Quijano
- Doña Flor y sus dos maridos (2019) - Óscar Hidalgo / Celeste
- Quererlo todo (2020-2021) - Tirso Quintero[1]
- Vencer el pasado (2021) - Heriberto Cruz[2][3]
- La herencia (2022) - Salvador  «Chavita» Pérez[4]
- El ángel de Aurora (2024) - Pascual Santos[5]

### Series de televisión
- Mujer, casos de la vida real (1994-2007) - Varios personajes
- Lo que callamos las mujeres (2001-2003) - Varios personajes
- ¿Dónde está Rambo? (2007) - Ejecutivo
- Vecinos (2007)
- Mujeres asesinas (2008) (Episodio: Jessica, tóxica) - Luis Castillo
- Como dice el dicho (2016)
- Renta congelada (2017) - Doctor[6]
- Silvia Pinal, frente a ti (2019) - Luis Buñuel
- Gloria Trevi: ellas soy yo (2023) - Valentín Pimstein[7]

### Cine
- Por mis bigotes (2015)

### Teatro
- La jaula de las locas
- 12 hombres en pugna
- La indignación
- Los 7 ahorcados
- Canto verde
- José el soñador
- El hombre de La Mancha
- El diluvio que viene
- Galileo Galilei
- La bella y la bestia
- Los Miserables
- Cómo defraudar al gobierno
- Toc Toc
- El método Grönholm
- La fierecilla tomada

## Premios y nominaciones

### Premios ACPT
| Año  | Categoría              | Obra          | Resultado |
| ---- | ---------------------- | ------------- | --------- |
| 2008 | Mejor Ensamble Actoral | Doce en Pugna | Ganador   |